# San Pedro del Romeral
San Pedro del Romeral es un municipio de la comunidad autónoma de Cantabria, en España. Pertenece a la comarca del Pas-Miera y limita al noreste con el municipio de Vega de Pas, al oeste con Luena y al sur con la provincia de Burgos.
Es una de las llamadas «tres villas pasiegas» junto a Vega de Pas y a San Roque de Riomiera.

## Historia
El término municipal que le corresponde a este ayuntamiento es el mismo que tenía el concejo encabezado por la villa de San Pedro del Romeral, uno de los tres que formaban la antigua jurisdicción de Montes de Pas junto a San Roque de Riomiera y Vega de Pas. Esta característica hace que la historia administrativa de estas tres entidades sea similar.
En torno a los siglos XI y XII aparecen las primeras referencias documentales que aluden a esta zona; en concreto, en el año 1011 este territorio está incluido en una donación que el conde Sancho y su esposa Urraca hacen a San Salvador de Oña.
Situado en la zona alta de la cordillera Cantábrica, a lo largo de la Edad Media, las cabeceras del Pas y el Miera fueron objeto de explotación ganadera, desde las merindades de Asturias de Santillana y de Castilla la Vieja, ambas documentadas en el Becerro de behetrías (1351).
En el desarrollo económico-social e institucional de estos territorios desempeñó un papel protagonista la villa de Espinosa de los Monteros, cuyos vecinos eran los principales usuarios de este territorio para el pasto de sus reses.
Esta práctica aparece reconocida expresamente con la concesión de Enrique III de Castilla y León del privilegio de Herbaje en el año 1396, confirmado más tarde y de forma sucesiva por los monarcas españoles hasta mediados del siglo XVIII.
La emancipación jurisdiccional de San Pedro del Romeral y sus vecinos San Roque y Vega de Pas respecto de Espinosa de los Monteros se produjo antes de finalizar el siglo XVII al recibir en 1689 el privilegio de concesión del título de villa con el consiguiente derecho a designar a su alcalde mayor y sus propias autoridades, lo que provocó su independencia administrativa. El Catastro de Ensenada (1753) permite conocer cómo las gentes del municipio tenían los mismos apellidos que los de Espinosa y se señala la existencia de una casa junto a la iglesia que servía para la celebración de audiencias y juntas públicas. También a través de este documento se refleja la ocupación de las tierras de labranza en las que se sembraba maíz y cuidaban prados segaderos.
Durante el Antiguo Régimen las tres villas permanecieron incluidas en la jurisdicción de los Montes de Pas, perteneciente a la provincia y partido de Burgos. A finales del siglo XVIII, fueron incluidas en la provincia de Cantabria, cuya creación fue sancionada en 1779.
Asimismo, las tres pasaron a formar parte de la provincia fiscal de Santander, que estuvo vigente entre 1799 y 1833 –a excepción de los periodos constitucionales– y en 1833 ingresaron en la provincia de Santander.
En cuanto a la administración local, la villa pasiega se transformó en municipio con la formación de los ayuntamientos constitucionales en 1822, junto a los otros dos términos de la antigua jurisdicción de los Montes de Pas. San Pedro del Romeral quedó adscrito al partido judicial de Villacarriedo, pasando posteriormente a depender del de Santander y desde el año 1992 al de Medio Cudeyo. (Diario Montañés, 16 de enero de 2020.)

## Economía
Un 49,5 % de la población del municipio se dedica al sector primario, un 20,7 % a la construcción, un 5,6 % a la industria y un 24,2 % al sector terciario. En el municipio la tasa de actividad es de 46,7 % y la tasa de paro es de 23,00 %, mientras que la media en Cantabria está en torno al 52,5 % y 14,2 % respectivamente. Predomina por tanto, en el municipio de San Pedro del Romeral, el sector primario.

## Demografía
San Pedro del Romeral cuenta con una población de 433 habitantes (INE 2024).
En los padrones de vecinos de Espinosa de los Monteros del siglo XVII. (Revista ASCAGEN: Fuentes documentales para la historia de Vega de Pas, de Junio 2014, Página 109). Aparecen los vecinos San Pedro del Romeral en los padrones de Espinosa de 1613, 1618, 1624, como Hijosdalgo y mezclados entre los vecinos de San Roque de Riomiera y Vega de Pas, siendo Andrés Ortiz de la Torre, el regidor de la villa de San Pedro y apoderado de las «Tres Villas de Pax». Y así continuaron apareciendo los padrones conjuntos con la villa de Espinosa hasta el del año 1676. Ya en el último tercio del siglo XVII se debieron empezar a realizar de forma autónoma en cada una de las tres villas con sus vecinos correspondientes.
Padrón de vecinos del año 1737 en PARES Digital. Aparecen como diputados empadronadores Juan Revuelta por el barrio de Barcelada y Juan Antonio Pardo por el de Troja, ante el escribano Juan García Diego Madrazo y Cristóbal Revuelta, Alcalde ordinario y Miguel González, Regidor y Procurador General. En el Padrón de Estado aparecen los linajes de Hijosdalgo como los Diego Madrazo, Revuelta, Sainz Pardo, Herrero, Mantecón, Arroyo del Prado, Zorrilla, Gutiérrez Barquín, Martínez Fraile, Ortiz de la Torre, Cano, López Mantecón, Ruiz de Llarena, Laso, Ruiz del Árbol, Ruiz de Ogarrio, Pérez, Ruiz de Carriedo, Escudero, Gutiérrez de la Sierra, Martínez Conde, Solares, Gómez de Porras, Negrete, Carral, Barahona, Roldan, Martínez Acerado, Crespo, Verde, Mazón, Alonso y Toranzo.
Padrón de vecinos de San Pedro del Romeral en 1816. Aparecen un total de 396 vecinos censados, de ellos 186 en el barrio de Barcelada y 210 en el de Troja. Casi todos, con los mismos apellidos del Padrón de 1737 y como labradores de escasa hacienda (casa-cabaña, prados y animales) y entre ellos firman, su Alcalde: Francisco Gutiérrez Barquín, su cura párroco: Ildefonso de la Cuesta, su provisor: Juan Gutiérrez Barquín y su escribano: José López Borricón. También aparecen algunos canteros, molineros, carpinteros, tratantes, herreros y otros oficios.
| Gráfica de evolución demográfica de San Pedro del Romeral entre 1842 y 2021                                         |
| |
| Población de derecho según los censos de población del INE Población de hecho según los censos de población del INE |

El carácter rural del municipio y su aislamiento ha favorecido el descenso de la población que se inició en los años 40 y que ha sido constante desde entonces hasta alcanzar cifras bajas en la actualidad.

## Administración y política

### Gobierno municipal
Miguel Mantecón (PP) es el actual alcalde del municipio.
| Periodo   | Nombre           | Partido | Partido                                 |
| --------- | ---------------- | ------- | --------------------------------------- |
| 2003-2015 | Pedro Gómez Ruiz |         | Partido Regionalista de Cantabria (PRC) |
| 2015-act. | Azucena Escudero |         | Partido Popular (PP)                    |

| Partido político                         | 2023  | 2023  | 2023       | 2019  | 2019  | 2019       | 2015  | 2015  | 2015       | 2011  | 2011  | 2011       | 2007  | 2007  | 2007       | 2003  | 2003  | 2003       |
| Partido político                         | Votos | %     | Concejales | Votos | %     | Concejales | Votos | %     | Concejales | Votos | %     | Concejales | Votos | %     | Concejales | Votos | %     | Concejales |
| Partido Popular (PP)                     | 230   | 65,71 | 5          | 247   | 62,69 | 5          | 198   | 51,43 | 4          | 83    | 19,39 | 1          | 90    | 19,48 | 1          | 191   | 39,46 | 3          |
| Partido Regionalista de Cantabria (PRC)  | 117   | 33,42 | 2          | 147   | 37,30 | 2          | 184   | 47,79 | 3          | 335   | 78,27 | 6          | 368   | 79,65 | 6          | 292   | 60,33 | 4          |
| Partido Socialista Obrero Español (PSOE) | 2     | 0,52  | 0          | —     | —     | —          | —     | —     | —          | 4     | 0,93  | 0          | 4     | 0,87  | 0          | —     |       |            |

### Organización territorial
- Alar, 54 habitantes en 2024 (INE).[7]
- Aldano, 20 hab.
- Bustaleguín, 21 hab.
- Bustiyerro-El Rosario, 56 hab.
- Hornedillo, 11 hab.
- La Peredilla, 19 hab.
- San Pedro del Romeral (capital), 190 hab.
- La Sota, 53 hab.
- Vegaloscorrales, 27 hab.
- Vegalosvados, 10 hab.

## Patrimonio

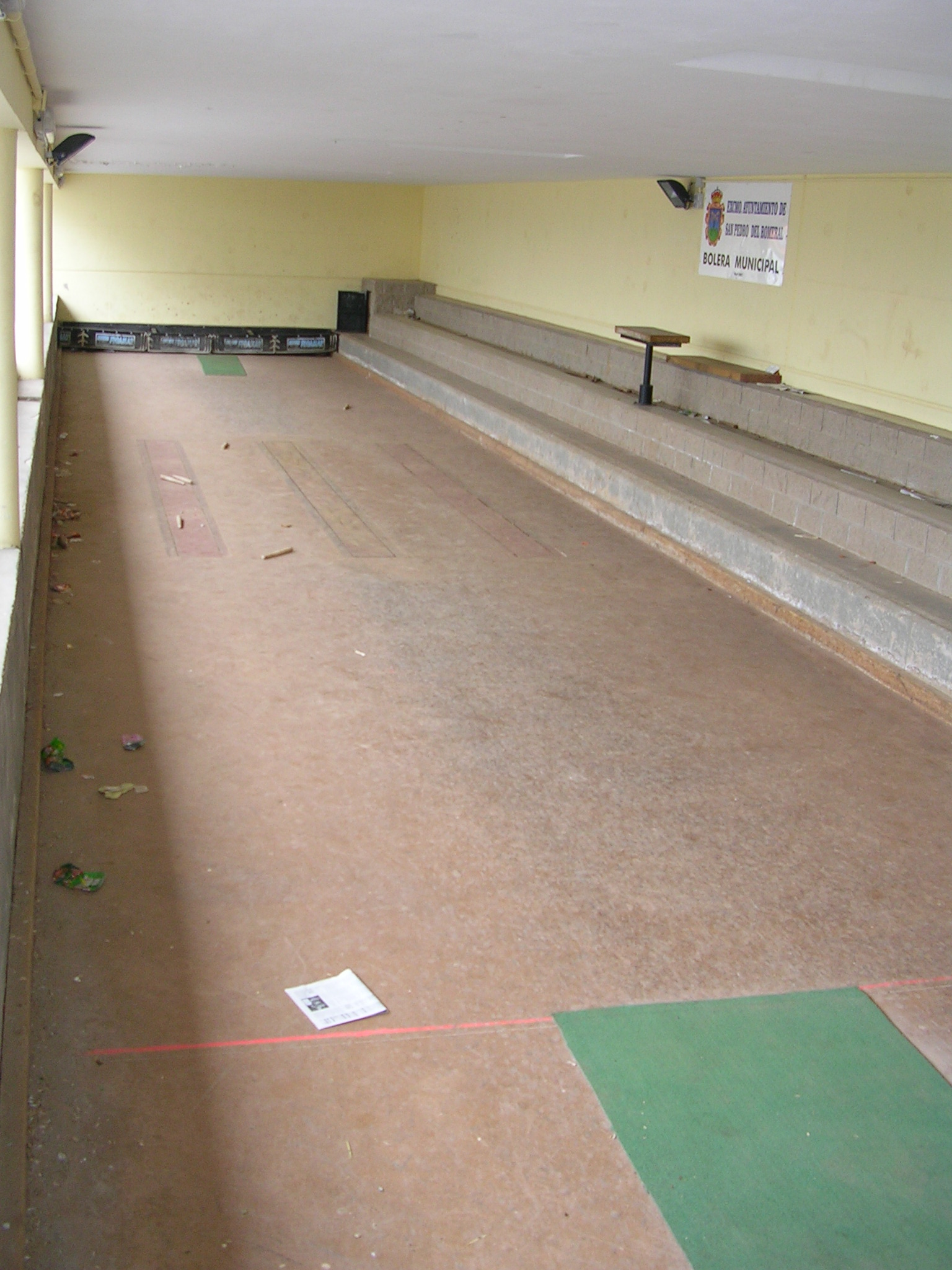
Bolera de San Pedro del Romeral

Destacan del municipio, así como de toda la comarca, las cabañas pasiegas, típicas de la arquitectura rural cántabra, así como la iglesia parroquial de la capital, del siglo XVIII.

## Personas destacadas
- Luis Ortiz Martínez. nacido en san Pedro del Romeral en 1889, Heladero, fundador de la marca multinacional francesa de helados "Miko" en 1951.
- Fray Justo Pérez de Urbel, nacido en 1895 en Pedrosa del Río Úrbel (Burgos), pero hijo de Salvador Pérez, natural de San Pedro del Romeral (Página 4 Biografía escrita por Norberto Núñez).